# 6568 Serendip
6568 Serendip este un asteroid din centura principală, descoperit pe 21 februarie 1993, de S. Ueda și H. Kaneda.